# 조선민주주의인민공화국 과학원
조선민주주의인민공화국 국가과학원(朝鮮民主主義人民共和國 國家科學院)은 조선민주주의인민공화국의 내각 중앙 행정기관이다. 설립 이념은 주체적인 과학 사상에 따라 조직되었으며, 주체 41 1951년 12월 1일 과학 기술의 증진을 목적으로 김일성 국가주석의 특별 지시로 설립되었다. 줄여서 약칭 과학원이라 부른다.

## 연혁
- 1951년 12월 1일 국가과학원(國家科學院) 설립
- 1998년 9월 과학원 출범
- 2005년 11월 23일 국가 과학원 개칭

## 조직
| - 1국 - 기계국 - 항공우주국 - 전자 - 자동화 과학 분원 - 자동화설계연구소 - 열융합연구소 - 동력연구소 - 열공학연구소 - 설비조립연기소 - 특수기능공사업소 - 비날론연구소 - 장철과학원 산하 제작소 - 경공업과학분원 - 방직설비고속화연구소 - 생물공학분원 - 제2자연과학원 - 국가우주개발국 - 조선백송회사 | - 간부처 - 과학기술참사실 - 행정조직국 - 종합계획국 - 과학기술총국 - 정보과학기술국 - 응용과학기술국 - 기초 및 첨단과학기술국 - 량성 및 급수사정국 - 대외과학기술협조국 1국, 2국 - 과학기술심의국 - 과학기술검열국 - 지방과학기술국 - 재정국 |

## 역대 원장, 부원장

### 역대 원장
- 백남운 1951년 12월 1일 ~ 1961년 3월
- 강영창(姜永昌) 1961년 3월 ~ 1962년 10월 23일
- 강영창(姜永昌) 1962년 10월 23일 ~ 1965년 8월 2일
- 리종옥(李鍾玉) 1965년 9월 ~ 1967년 12월
- 리종옥(李鍾玉) 1967년 12월 ~ 1972년 6월
- 김길연 1994년 2월 9일 ~
- 리광호(李光浩) 1998년 9월 2일 ~ 2003년 6월
- 변영립 2003년 6월 ~ 2009년 9월
- 장철 2009년 9월 ~ 2019년 12월
- 김승진 2019년 12월 ~

### 역대 부원장
- 강동근 1993년 11월 ~
- 한상표 1998년 9월 2일 ~
- 강동근 2000년 ~

## 원외 기관
- 사회과학원
- 력사연구소

## 같이 보기
- 김일성종합대학
- 조선우주공간기술위원회
- 조선콤퓨터중심
- 한국과학기술연구원
- 국립 아카데미
- 대한민국학술원
- 조선민주주의인민공화국의 원자력 발전